# Línea 727 (Interurbanos Madrid)
La línea 727 de la red de autobuses interurbanos de Madrid une Colmenar Viejo con San Agustín de Guadalix.

## Características
Esta línea une la Estación de Colmenar Viejo con San Agustín de Guadalix, con un recorrido que dura aproximadamente 60 minutos.
La línea fue creada el 28 de abril de 2008, para ofrecer un servicio que anteriormente no existía.
Desde el 20 de enero de 2020, la línea amplió su recorrido trasladando su cabecera a la actual Estación de Colmenar Viejo. Antes de la modificación la línea finalizaba en la Carretera de Miraflores en el centro del pueblo.
Su función principal es comunicar San Agustín del Guadalix con la estación de Cercanías más cercana, una función que actualmente cumplen las expediciones de las líneas 191 y 193 con origen y destino la Estación de Alcobendas-San Sebastián de los Reyes. Es por este motivo que realiza muy pocas expediciones, tan sólo 5 en cada sentido, y su circulación se limita de lunes a viernes laborables. Los sábados laborables, domingos y festivos no existe ninguna conexión directa entre estos dos municipios.
Siguiendo la numeración de líneas del CRTM, las líneas que circulan por el corredor 7 son aquellas que dan servicio a los municipios situados en torno a la M-607 y comienzan con un 7. Aquellas numeradas dentro de la decena 720 corresponden a aquellas que circulan por Colmenar Viejo.
La línea mantiene los mismos horarios todo el año (exceptuando las vísperas de festivo y festivos de Navidad).
Esta línea es operada por la empresa Herederos de J. Colmenarejo a través de Interbus mediante la concesión administrativa VCM-702 - Madrid - Colmenar Viejo - El Boalo - Bustarviejo (Viajeros Comunidad de Madrid) del Consorcio Regional de Transportes de Madrid.
1. ↑  «Nueva línea 727, Colmenar Viejo-San Agustín del Guadalix». www.espormadrid.es. 27 de abril de 2008. Consultado el 5 de octubre de 2023.
2. ↑  «Reforzamos las alternativas de transporte público en el entorno de la M-607». www.comunidad.madrid. 17 de enero de 2020. Consultado el 5 de octubre de 2023.

## Horarios
| Lunes a viernes laborables |                          |
| Colmenar V > San Agustín   | San Agustín > Colmenar V |
| 07:00                      | 08:00                    |
| 09:00                      | 10:00                    |
| 16:00                      | 17:00                    |
| 18:00                      | 19:00                    |
| 20:00                      | 21:00                    |

## Recorrido y paradas

### Sentido San Agustín de Guadalix
| Código | Zona | Localidad                | Denominación                                                   | Ubicación                              | Líneas de la parada                  | Cercanías      |
| ------ | ---- | ------------------------ | -------------------------------------------------------------- | -------------------------------------- | ------------------------------------ | -------------- |
| 18663  |      | Colmenar Viejo           | Estación de Colmenar Viejo                                     | Extrarradio Estación Navarrosillos Nº2 | 720 727 728                          | Colmenar Viejo |
| 18097  |      | Colmenar Viejo           | Avenida de Juan Pablo II - Calle de Agapito García Serranito   | Avenida de Juan Pablo II Nº16          | 720 727 2                            | Colmenar Viejo |
| 18098  |      | Colmenar Viejo           | Avenida de Juan Pablo II - Calle del Talgo                     | Avenida de Juan Pablo II Nº16          | 720 727 2                            |                |
| 20592  |      | Colmenar Viejo           | Avenida de Severo Ochoa - Avenida de Juan Pablo II             | Avenida de Severo Ochoa S/Nº           | 720 727 2                            |                |
| 20593  |      | Colmenar Viejo           | Avenida de Severo Ochoa - Calle del Transiberiano              | Avenida de Severo Ochoa S/Nº           | 720 727 2                            |                |
| 20595  |      | Colmenar Viejo           | Avenida de Severo Ochoa - Calle del Tren de la Fresa           | Avenida de Severo Ochoa S/Nº           | 720 727 2                            |                |
| 11342  |      | Colmenar Viejo           | Paseo del Redondillo - El Portachuelo                          | Paseo del Redondillo Nº72              | 610 722 723 727 2                    |                |
| 11344  |      | Colmenar Viejo           | Avenida de los Poetas - Calle de Jamaica                       | Avenida de los Poetas Nº36             | 610 722 723 727 2                    |                |
| 11345  |      | Colmenar Viejo           | Avenida de los Poetas - Calle del Río Genil                    | Avenida de los Poetas Nº2              | 610 722 723 727 2                    |                |
| 11347  |      | Colmenar Viejo           | Calle del Molino de Viento - Centro de Salud                   | Plaza de los Ríos Nº34                 | 610 722 723 727 2                    |                |
| 16272  |      | Colmenar Viejo           | Camino del Pozo Escalo - Glorieta de los Músicos               | Camino del Pozo Escalo Nº15            | 723 727 2                            |                |
| 12792  |      | Colmenar Viejo           | Calle de la Corredera - Las Colmenas                           | Calle de la Corredera Nº5              | 723 727 1                            |                |
| 06592  |      | Colmenar Viejo           | Calle de la Corredera - Calle de los Frailes                   | Calle de la Corredera Nº1              | 720 721 723 724 725 726 727 1        |                |
| 06593  |      | Colmenar Viejo           | Calle de San Sebastián - Cafetería Sanz Rosa                   | Calle de San Sebastián Nº22            | 720 721 723 724 725 726 727 1        |                |
| 06596  |      | Colmenar Viejo           | Avenida de la Libertad - Estación de Servicio                  | Avenida de la Libertad Nº14            | 720 721 723 724 725 726 727 1        |                |
| 06589  |      | Colmenar Viejo           | Avenida de la Libertad - Ermita                                | Avenida de la Libertad Nº58            | 720 721 723 724 725 726 727 1        |                |
| 18107  |      | Colmenar Viejo           | Paseo de la Ermita de Santa Ana - Centro Comercial El Ventanal | Paseo de la Ermita de Santa S/Nº       | 720 721 723 724 725 726 727 728 N702 |                |
| 12097  |      | San Agustín del Guadalix | Avenida de Madrid - Urbanización Residencial Guadalix          | Avenida de Madrid Nº3                  | 191 193 194 195 196 727 N104         |                |
| 06704  |      | San Agustín del Guadalix | Avenida de Madrid - Parque Príncipe Felipe                     | Avenida de Madrid Nº37                 | 191 193 194 195 196 727 N104         |                |
| 18361  |      | San Agustín del Guadalix | Avenida de Madrid - Avenida del Alcalde Lorenzo Ginés Brandín  | Avenida de Madrid Nº32                 | 191 193 194 195 196 727N104          |                |

1. 1 2  Sólo permite el descenso de viajeros

### Sentido Colmenar Viejo
| Código | Zona | Localidad                | Denominación                                                   | Ubicación                               | Líneas de la parada                | Cercanías      |
| ------ | ---- | ------------------------ | -------------------------------------------------------------- | --------------------------------------- | ---------------------------------- | -------------- |
| 18362  |      | San Agustín del Guadalix | Avenida de Madrid - Avenida del Alcalde Lorenzo Ginés Brandín  | Avenida de Madrid Nº32                  | 191 193 194 195 196 727 N104       |                |
| 06705  |      | San Agustín del Guadalix | Avenida de Madrid - Parque Príncipe Felipe                     | Calle de Féliz Sanz Nº31                | 191 193 194 195 196 727 N104       |                |
| 12098  |      | San Agustín del Guadalix | Avenida de Madrid - Urbanización Residencial Guadalix          | Avenida de Madrid Nº3                   | 191 193 194 195 196 727 N104       |                |
| 11350  |      | Colmenar Viejo           | Avenida de San Agustín del Guadalix - Centro de Salud          | Avenida de San Agustín del Guadalix Nº2 | 720 721 723 724 725 726 727 N702   |                |
| 08414  |      | Colmenar Viejo           | Avenida de la Libertad - Estación de Servicio                  | Avenida de la Libertad Nº14             | 720 721 723 724 725 726 727 N702 1 |                |
| 06584  |      | Colmenar Viejo           | Calle de San Sebastián - Cafetería Sanz Rosa                   | Calle de San Sebastián Nº32             | 720 721 723 724 725 726 727 N702 1 |                |
| 06585  |      | Colmenar Viejo           | Calle de la Corredera - Calle de los Frailes                   | Calle de la Corredera Nº1               | 720 721 723 724 725 726 727 N702 1 |                |
| 16271  |      | Colmenar Viejo           | Calle de Tomás Luis de Vitoria - Cruz Roja                     | Calle de Tomás Luis de Vitoria Nº34     | 723 727 2                          |                |
| 06625  |      | Colmenar Viejo           | Calle de Narros del Castillo - Glorieta de los Músicos         | Calle de Narros del Castillo Nº26       | 610 722 723 727 N702 2             |                |
| 06627  |      | Colmenar Viejo           | Calle del Molino de Viento - Auditorio                         | Calle del Molino de Viento Nº24         | 610 722 723 727 N702 2             |                |
| 11346  |      | Colmenar Viejo           | Calle del Molino de Viento - Los Residenciales                 | Calle del Molino de Viento S/Nº         | 610 722 723 727 N702 2             |                |
| 11343  |      | Colmenar Viejo           | Avenida de los Poetas - Calle de las Lavanderas del Manzanares | Paseo del Redondillo Nº2                | 610 722 723 727 N702 2             |                |
| 11341  |      | Colmenar Viejo           | Paseo del Redondillo - El Portachuelo                          | Paseo del Redondillo Nº72               | 610 722 723 727 N702 2             |                |
| 20594  |      | Colmenar Viejo           | Avenida de Severo Ochoa - Calle de la Estación de Atocha       | Avenida de Severo Ochoa S/Nº            | 720 727 2                          |                |
| 20477  |      | Colmenar Viejo           | Avenida de Severo Ochoa - Calle de la Estación de Príncipe Pío | Avenida de Severo Ochoa Nº1             | 720 727 N702 2                     |                |
| 20478  |      | Colmenar Viejo           | Avenida de Severo Ochoa - Glorieta de Severo Ochoa             | Avenida de Severo Ochoa Nº1             | 720 727 N702 2                     |                |
| 18099  |      | Colmenar Viejo           | Avenida de Juan Pablo II - Calle del Talgo                     | Avenida de Juan Pablo II Nº16           | 720 727 N702 2                     |                |
| 18096  |      | Colmenar Viejo           | Avenida de Juan Pablo II - Calle de Agapito García Serranito   | Avenida de Juan Pablo II Nº16           | 720 727 N702 2                     | Colmenar Viejo |
| 18663  |      | Colmenar Viejo           | Estación de Colmenar Viejo                                     | Extrarradio Estación Navarrosillos Nº2  | 720 727 728                        | Colmenar Viejo |